# Gardner (Florida)
Gardner ist  ein census-designated place (CDP) im Hardee County im US-Bundesstaat Florida. Das U.S. Census Bureau hat bei der Volkszählung 2020 eine Einwohnerzahl von 364 ermittelt. 

## Geographie
Gardner liegt rund 20 km südlich von Wauchula sowie etwa 120 km südöstlich von Tampa. Der CDP wird vom U.S. Highway 17 (SR 35) durchquert.

## Demographische Daten
Laut der Volkszählung 2010 verteilten sich die damaligen 463 Einwohner auf 273 Haushalte. 85,1 % der Bevölkerung bezeichneten sich als Weiße, 0,4 % als Afroamerikaner und 12,3 % als Asian Americans. 1,7 % gaben die Angehörigkeit zu einer anderen Ethnie und 0,4 % zu mehreren Ethnien an. 5,0 % der Bevölkerung bestand aus Hispanics oder Latinos.
Im Jahr 2010 lebten in 11,1 % aller Haushalte Kinder unter 18 Jahren sowie 69,9 % aller Haushalte Personen mit mindestens 65 Jahren. 69,9 % der Haushalte waren Familienhaushalte (bestehend aus verheirateten Paaren mit oder ohne Nachkommen bzw. einem Elternteil mit Nachkomme). Die durchschnittliche Größe eines Haushalts lag bei 2,14 Personen und die durchschnittliche Familiengröße bei 2,54 Personen.
17,3 % der Bevölkerung waren jünger als 20 Jahre, 7,6 % waren 20 bis 39 Jahre alt, 16,7 % waren 40 bis 59 Jahre alt und 58,6 % waren mindestens 60 Jahre alt. Das mittlere Alter betrug 65 Jahre. 47,7 % der Bevölkerung waren männlich und 52,3 % weiblich.
Das durchschnittliche Jahreseinkommen lag bei 28.996 $, dabei lebten 5,9 % der Bevölkerung unter der Armutsgrenze.